# Siwanoy
Les Siwanoy étaient une tribu amérindienne, un groupe parlant la langue algonquine. Ils vivaient dans la région de l'actuelle New York. Au milieu du XVIIe siècle, quand leur territoire a été convoité par les colons néerlandais et britanniques, les Siwanoy se sont établis le long de l'East River et à Long Island Sound, entre Hell Gate et Norwalk (Connecticut), territoire qui comprenait la partie Est de ce qui deviendra le Bronx et le Comté de Westchester dans l'État de New York et la partie occidentale de Comté de Fairfield au Connecticut. Ils sont connus pour le massacre d'Anne Hutchinson en 1643.
Le 20 août 1643, un groupe de Siwanoy conduit par le sachem Wampage attaque le camp dissident d'Anne Hutchinson à Split Rock. Ils vengent ainsi le massacre de réfugiés Wappinger par le gouverneur de New Netherland Willem Kieft commis en février. Comme des milliers d'Indiens et de nombreux colons, Anne Hutchinson se trouva prise dans les sanglantes représailles qui ont caractérisé les deux années de conflit. L'attaque des Siwanoy coûta la vie à Hutchinson et six de ses enfants.
Le 27 juin 1654, Thomas Pell, un médecin du Connecticut, obtint la propriété d'une grande partie du territoire des Siwanoy à New York, aux termes d'un traité avec de nombreux sachems, dont Wampage.